# Awali (fleuve)
Pour les articles homonymes, voir Awali.
Awali ou Aouali (en arabe: الأولي), est un fleuve libanais né de plusieurs sources dans le mont Liban et qui se jette dans la mer Méditerranée.

## Cours
Le fleuve est issu de la rencontre des deux rivières: le Nahr El Barouk issu du mont Barouk, et de Nahr Aray, issu des torrents de Jezzine et Azzibeh prenant naissance dans les monts de Niha. Il prend d'abord le nom de Nahr Bisri en traversant la vallée alluviale de Marj Bisri (du nom du village éponyme), puis finalement le nom d'Awali sur son cours inférieur avant de rejoindre la mer à l'entrée nord de la ville de Saida.
La majorité du cours du fleuve suit de près la limite administrative entre le Gouvernorat du Mont-Liban et le Gouvernorat du Sud-Liban. Il constitue aussi la limite naturelle de la région connue sous le nom du Sud du Liban. 

## Sites archéologiques

### Temple de Marj Bisri
Dans la vallée fluviale de Marj Bisri on trouve aujourd'hui les fûts de quatre colonnes de granite gris de un 1 m de diamètre environ semblant avoir appartenu à un temple romain. Le temple aurait eu un plan tétrastyle prostyle et d’ordre corinthien. Avec un portique large d’environ 14,70 m ses dimensions seraient comparables à celles des plus grands temples ruraux du Liban.
L'enfouissement du temple serait dû à l'activité sismique de la région, celle de la faille de Roum. Il est admis qu'un tremblement de terre ait entrainé un effondrement rocheux en aval du Marj Bisri (au niveau de la région dite Al-Joube). L'éboulement aurait bouché le cours du fleuve et entrainé la formation d'une retenue d'eau et une accumulation des alluvions qui auraient peu à peu englouti le temple et l'ensemble du site qui l'entourait.

### Qalaat Abou el-Hassan
La citadelle de Abou el-Hassan (ou Abou el-Hassan el-Salibi) est un ancien monument de fortification, l'un des mieux préservé de la région du Chouf. Il est situé non loin de la ville de Joun à une altitude de 168 m, surplombant la vallée de l'Awali. 
Les constructions actuellement visibles datent de l'époque des Mamelouks (XIIe siècle). Sur un espace réduit on y trouve notamment une grande tour carrée ainsi que des chambres voutées munies d'archères en bon état de conservation. Dans le secteur nord du fort on trouve également des vestiges de pièces détruites et recouvertes de végétations. Les fouilles entreprises en 2005 ont permis de découvrir un nombre de tessons de céramique datant de l'époque romaine. La fonction du site aurait été de surveiller et contrôler la route de Sidon à Jezzine qui passe à proximité. 

### Temple d'Eshmoun
Non loin de l'embouchure de l'Awali, se situe le Temple d'Eshmoun. Il est dédié au dieu phénicien de la guérison Eshmoun. Le site a été occupé sur une longue période, du VIIe siècle avant au VIIIe siècle apr. J.-C.